# 夢の渚
『夢の渚』（ゆめのなぎさ、原題：Follow That Dream）は、1962年に公開されたアメリカ合衆国のミュージカル映画。リチャード・パウエルによる1959年の小説「Pioneer, Go Home!」を原作としている。エルヴィス・プレスリー主演。
原題は当初、原作小説通りになる予定だったが、先に完成した主題歌「夢の渚」の題を気に入った製作会社のウォルター・ミリッシュにより変更された。

## キャスト
| 役名       | 俳優                   | 日本語吹替 | 日本語吹替 |
| 役名       | 俳優                   | テレビ版1  | テレビ版2  |
| ---------- | ---------------------- | ---------- | ---------- |
| トビー     | エルヴィス・プレスリー | 鈴木やすし | 広川太一郎 |
| ホリー     | アン・ヘルム           |            | 上田みゆき |
| ポップ     | アーサー・オコンネル   |            | 宮川洋一   |
| アリシア   | ジョアンナ・ムーア     |            |            |
| カーマイン | ジャック・クルーシェン |            |            |
| ニック     | サイモン・オークランド |            |            |
| 法廷の男   | ミッキー・ルーニー     |            |            |

- テレビ版2
  - その他吹替：大木民夫、飯塚昭三、水鳥鉄夫、峰恵研、若本規夫
  - 演出：河村常平、翻訳：森みさ、制作：東北新社